# Megachile ainu
Megachile ainu is een vliesvleugelig insect uit de familie Megachilidae. De wetenschappelijke naam van de soort is voor het eerst geldig gepubliceerd in 1974 door Hirashima & Maeta.